# 国道182号

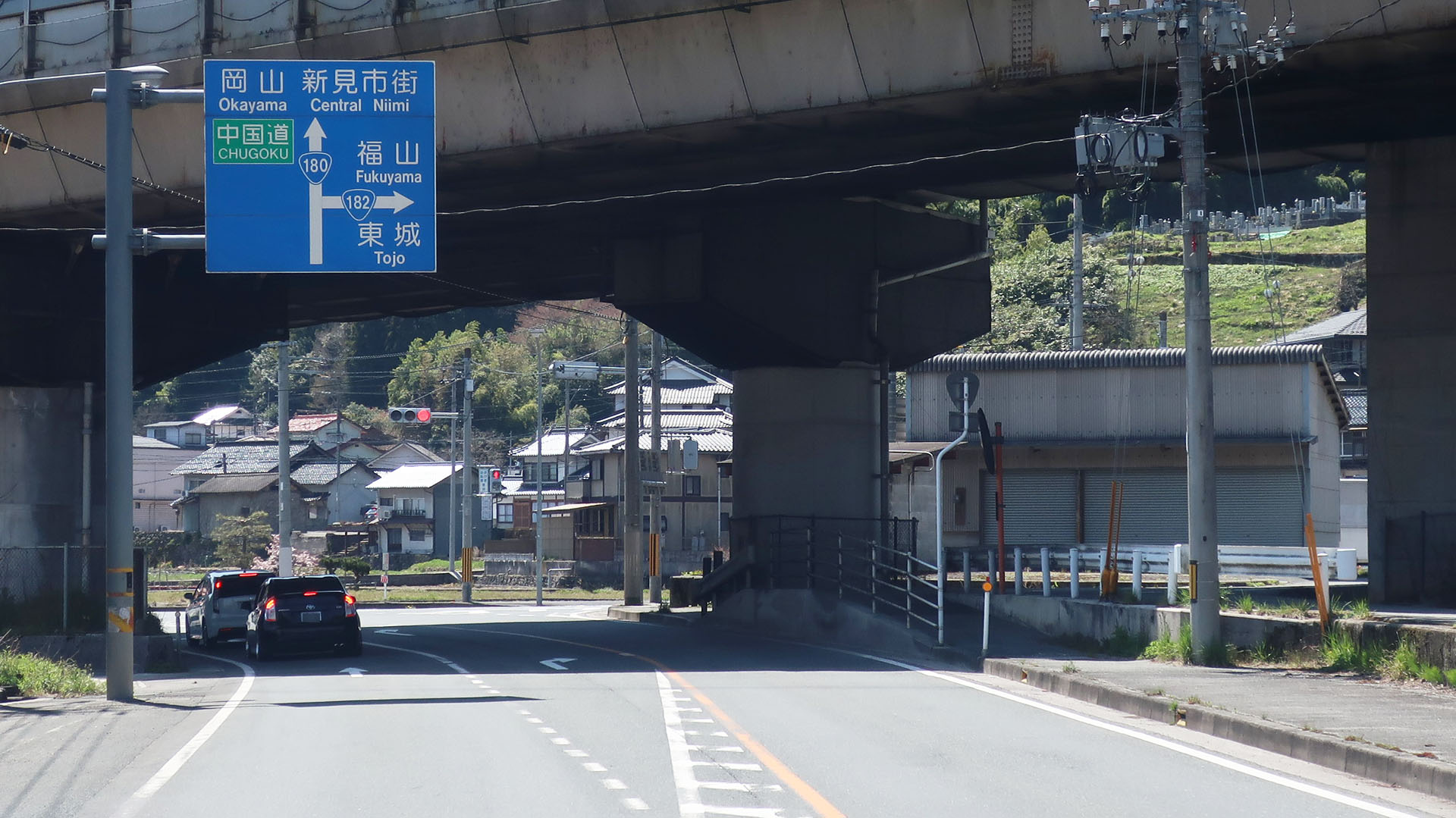
国道182号 起点付近
岡山県新見市 上市（国道180号交点）

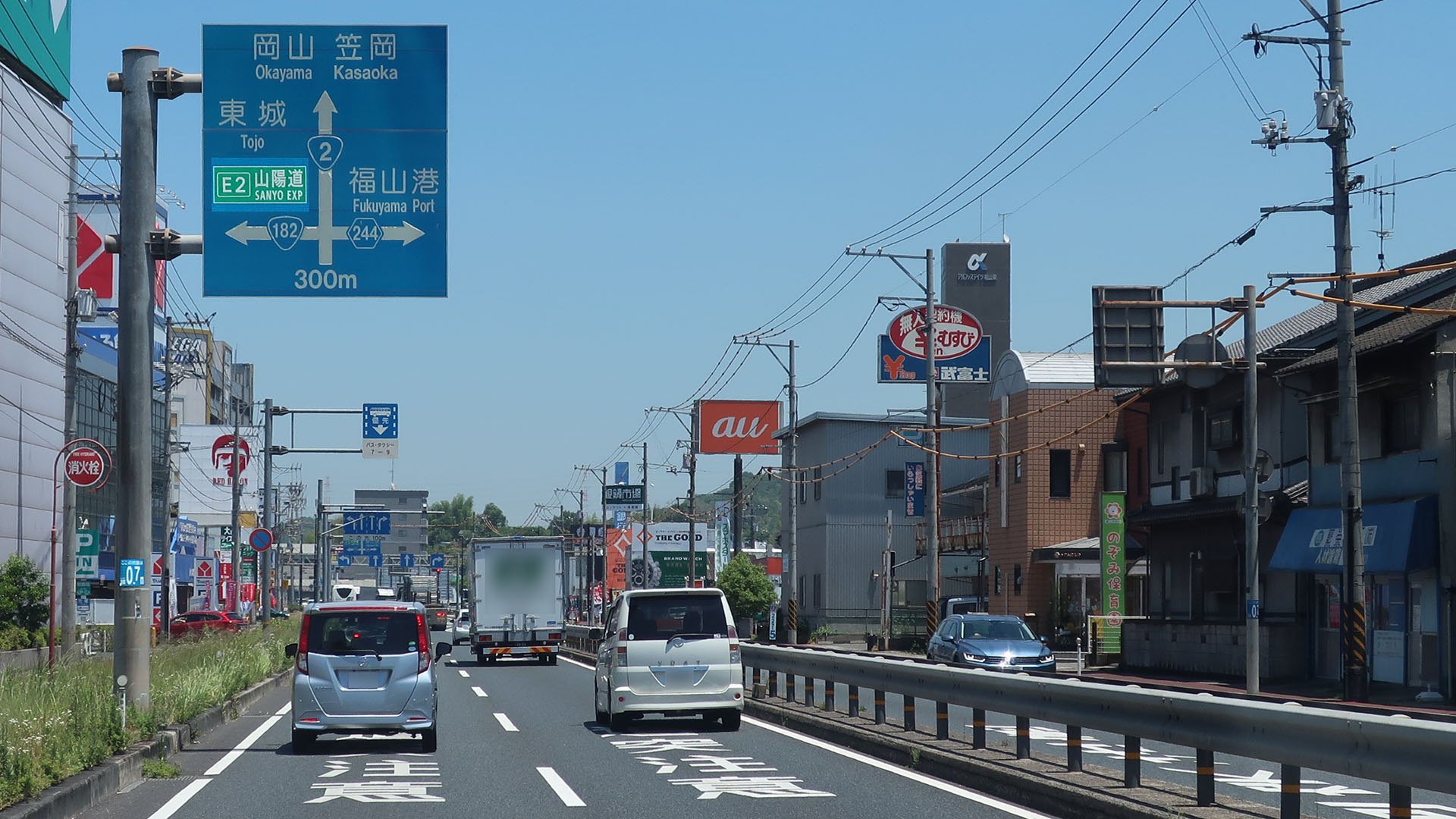
国道182号 終点
広島県福山市 明神町交差点付近

国道182号（こくどう182ごう）は、岡山県新見市から広島県福山市に至る一般国道である。

## 概要

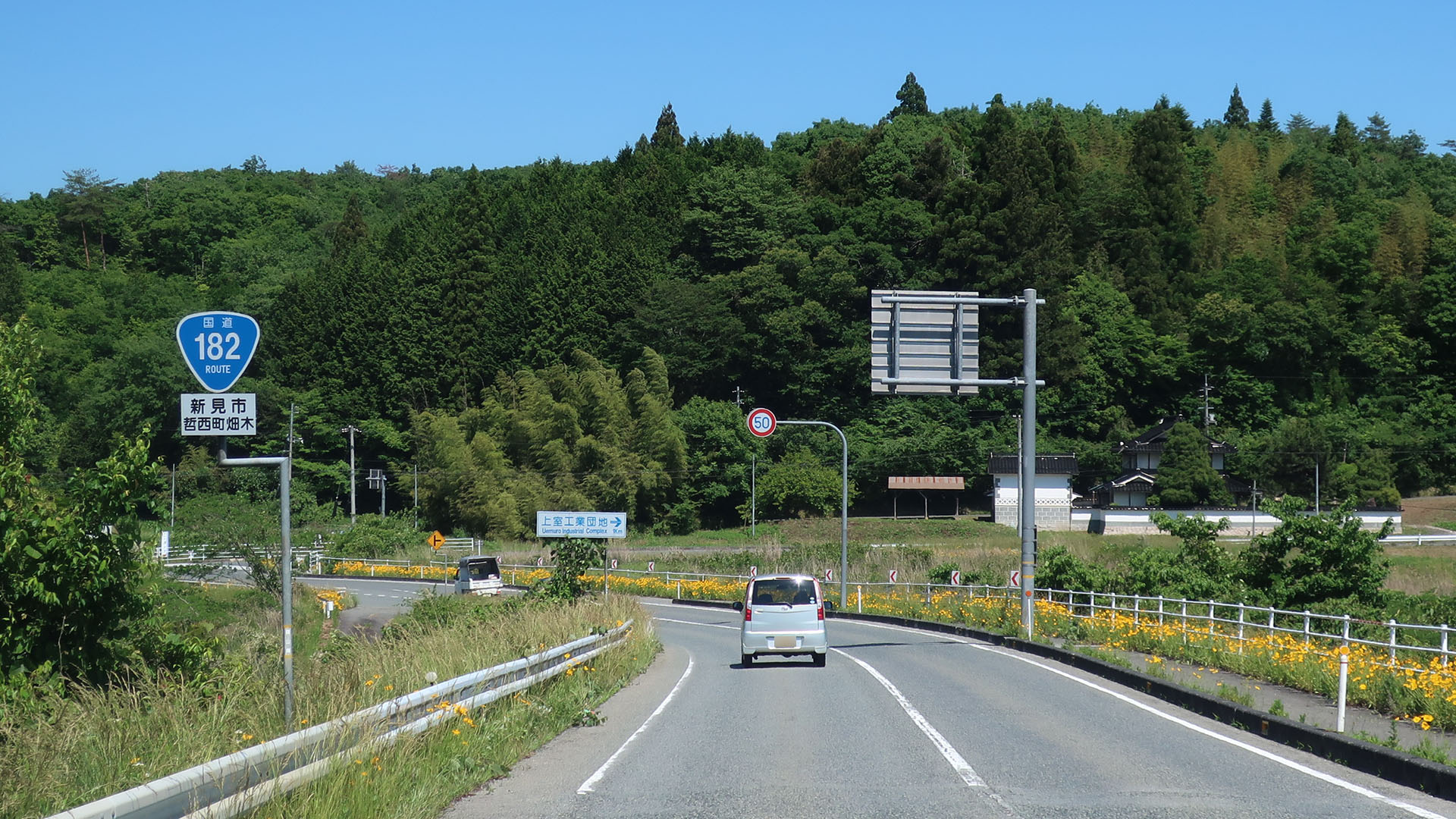
岡山県新見市哲西町畑木
（2020年6月撮影）

起点の岡山県新見市から南に進路を取り、広島県の東端に位置している庄原市 、神石郡神石高原町を経て、終点である福山市に至る路線である。終点の福山市の一部に4車線区間が存在するが、その他の区間は片側1車線で整備されている。

### 路線データ
一般国道の路線を指定する政令に基づく起終点および経過地は次のとおり。
- 起点：新見市（上市、国道180号交点）
- 終点：福山市（明神町交差点 = 国道2号交点、国道314号起点、広島県道244号福山港線終点）
- 重要な経過地：広島県比婆郡東城町[注釈 2]、同県深安郡神辺町[注釈 3]
- 総延長 : 80.3 km（岡山県 20.4 km、広島県 59.9 km）重用延長を含む。[2][注釈 4]
- 重用延長 : 0.0 km（岡山県 - km、広島県 0.0 km）[2][注釈 4]
- 未供用延長 : なし[2][注釈 4]
- 実延長 : 80.3 km（岡山県 20.4 km、広島県 59.8 km）[2][注釈 4]
  - 現道 : 80.1 km（岡山県 20.4 km、広島県 59.7 km）[2][注釈 4]
  - 旧道 : 0.1 km（岡山県 - km、広島県 0.1 km）[2][注釈 4]
  - 新道 : なし[2][注釈 4]
- 指定区間：なし[3]

## 歴史
現行の道路法（昭和27年法律第180号）に基づく国道として初回指定された1953年（昭和28年）では、広島松江線（広島市 - 松江市）として指定されていた。1963年（昭和38年）に一級国道54号への昇格に伴って欠番となり、同日新たに指定された新見福山線に採番された。
新見福山線として指定された区間の前身は、主要地方道に指定されていた県道であり、広島県道・岡山県道庄原新見線（広島県道23号庄原東城線の前身）の一部、広島県道福山東城線の全線、広島県道福山井原線（国道313号の前身）の一部をもって成立した。
なお、福山市加茂町下加茂から終点にかけては新道として整備され、経路が新道に一本化されるまでの間は、福山市道 - 広島県道391号加茂福山線 - 国道313号を通り、国道2号府中分かれ交差点に至る経路が存在していた。

### 年表
- 1963年（昭和38年）4月1日 -  二級国道182号新見福山線（新見市 - 福山市）として指定施行[6]。
- 1965年（昭和40年）4月1日 - 道路法改正により一級・二級区分が廃止されて一般国道182号として指定施行[1]。

## 路線状況

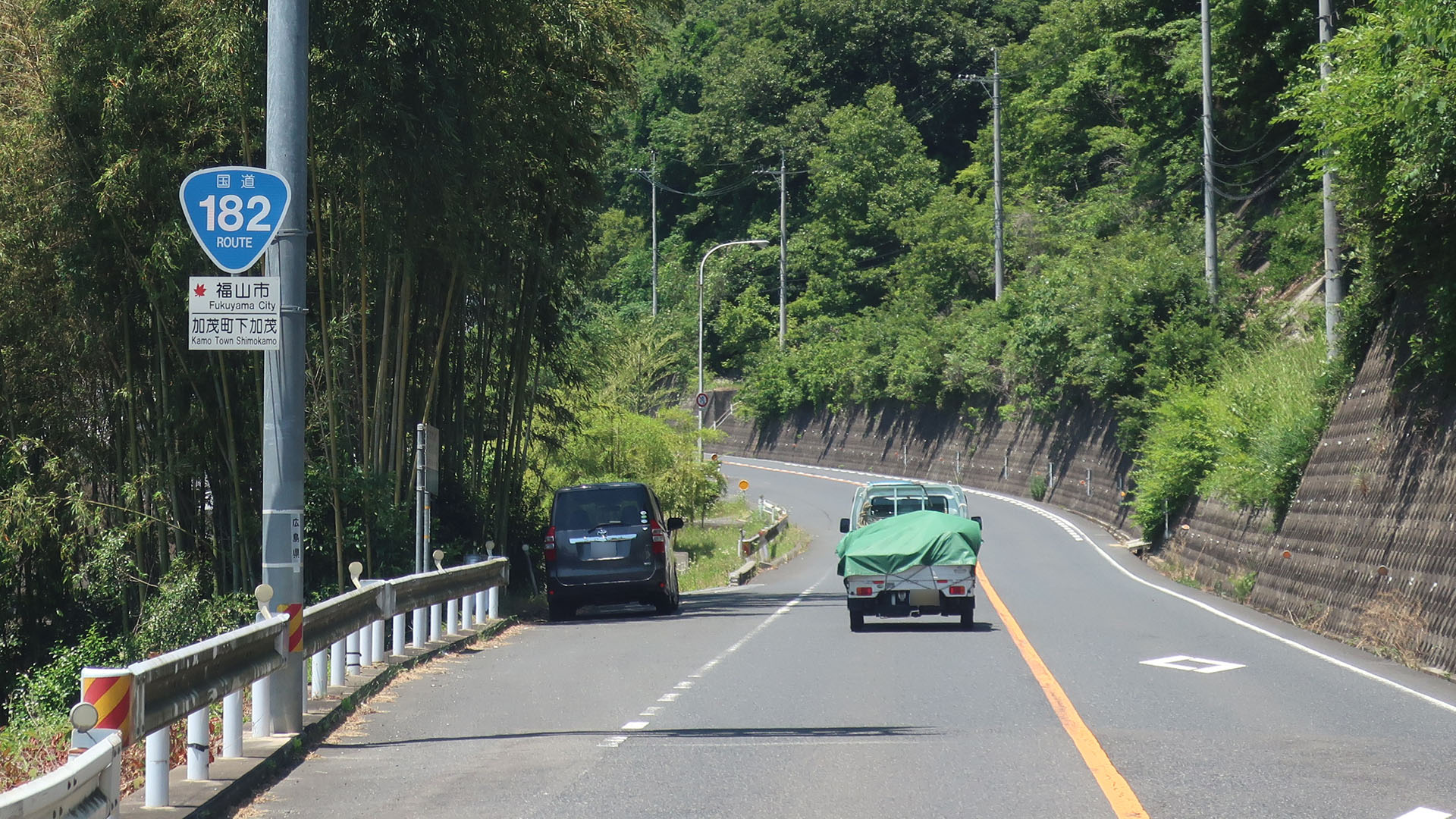
広島県福山市加茂町
（2020年6月撮影）

### 通称
- 全線
  - イチハチニ、イッパチニ（俗称）
- 区間
  - やまなみ街道（神石高原町）
  - 油木バイパス（神石高原町）
    - かつてバイパス道路として整備された区間。

  - 坂瀬川バイパス（神石高原町）
    - かつてバイパス道路として整備された区間。1976年（昭和51年）9月に開通[9]。

  - 鋼管道路（福山市加茂町 - 福山市明神町）
    - 福山市内の4車線区間（都市計画道路 神辺水呑線等）。日本鋼管福山製鉄所（現・JFEスチール西日本製鉄所）の操業に伴い、周辺道路の整備が進んだことから、かつて呼称されていた。

### 重複区間

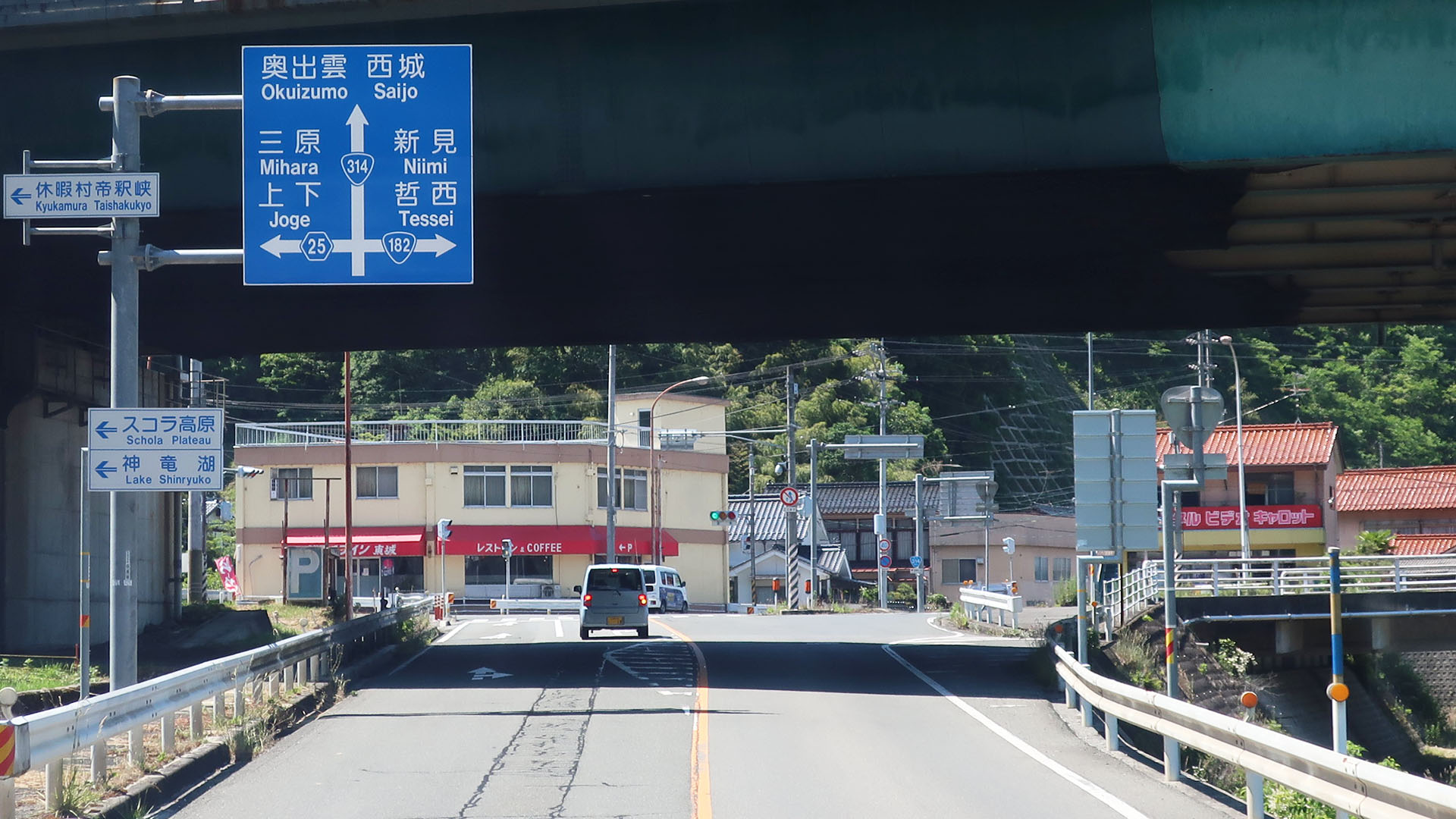
国道314号（重複区間）との分岐
広島県庄原市東城町

- 国道314号（広島県庄原市東城町・友末交差点 - 福山市明神町・明神町交差点（終点））

### 道路施設

#### 道の駅
- 岡山県
  - 鯉が窪（新見市）
- 広島県
  - 遊YOUさろん東城（庄原市）
  - さんわ182ステーション（神石郡神石高原町）

### 並行する旧街道
新見市の旧新見往来（松山往来）から福山市の旧石州街道（石見銀山街道）にかけて、本国道とほぼ似た形の経路で、伊能忠敬の『日本図（中図）』に街道の存在が記されている。また、福山市蔵王町の宮の前廃寺跡付近の本国道が通る場所は、古代備後国の中心とされる府中市周辺と、古代備後国の海上交通の基地とされる深津（福山市蔵王町周辺一帯）を結ぶ重要な道が通っていたとされる。
- 旧東城往来 東城街道 （新見市 - 福山市加茂町）
- 旧府中往還 古道 （福山市神辺町 - 福山港）
  - 広島県道神辺引野線[8]（廃止）の一部となり、その県道の福山市千田町 - 福山市南蔵王町にかけての区間が部分的に本国道に吸収され、途切れ途切れにはなっているものの、かつての道が並行。

### 交通量
24時間交通量（台）道路交通センサス
| 観測地点           | 平成22年度（2010年度） |
| ------------------ | ---------------------- |
| 庄原市東城町川東   | 03,850                 |
| 庄原市東城町久代   | 02,458                 |
| 神石高原町新免     | 02,143                 |
| 神石高原町油木     | 02,863                 |
| 神石高原町坂瀬川   | 06,539                 |
| 福山市加茂町上加茂 | 14,789                 |
| 福山市千田町千田   | 43,953                 |
| 福山市明神町2丁目  | 37,636                 |

（出典 : 「平成22年度道路交通センサス」（国土交通省ホームページ）より一部データを抜粋して作成）

## 地理

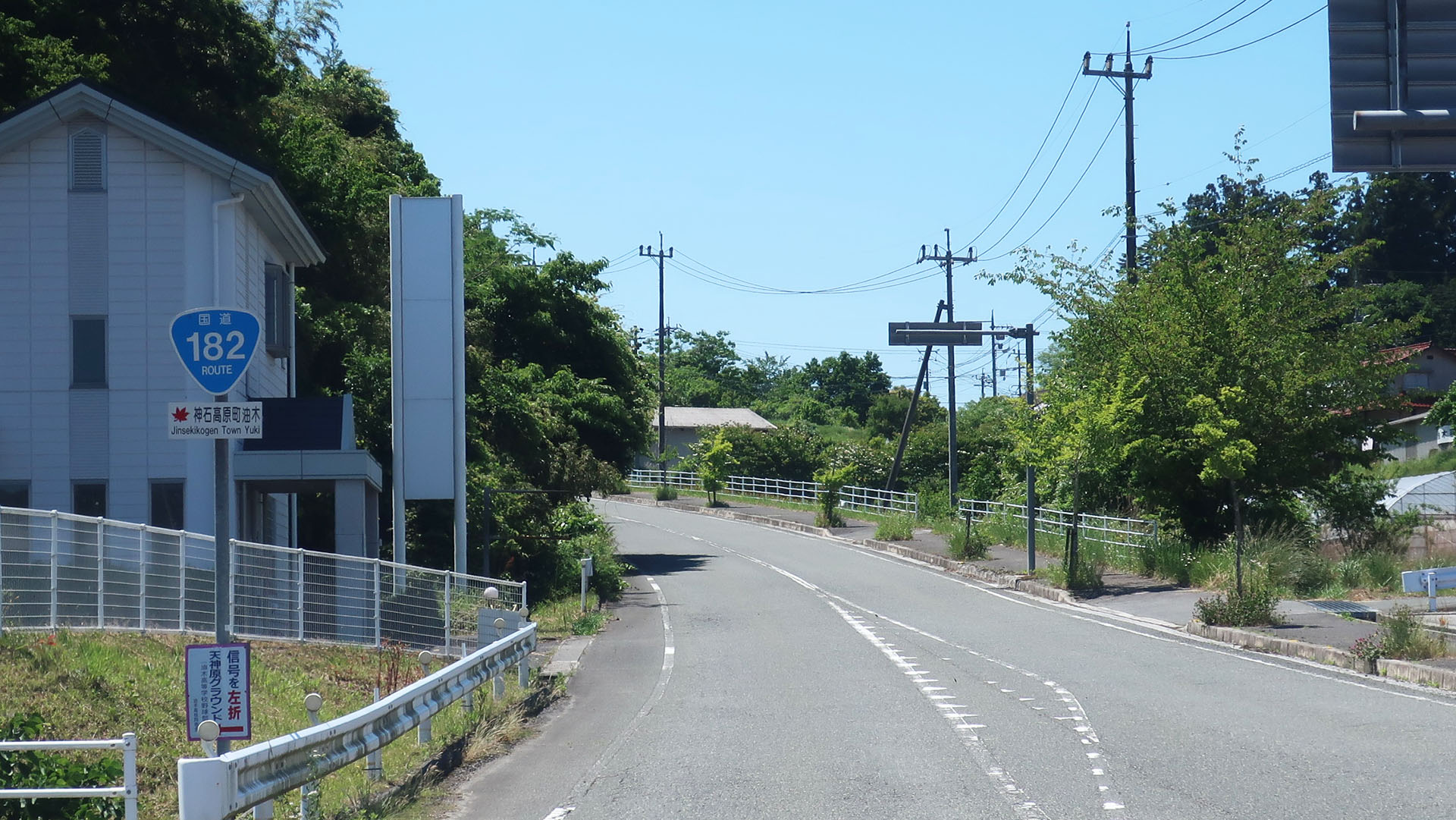
広島県神石郡神石高原町
（2020年6月撮影）

### 通過する自治体
- 岡山県
  - 新見市
- 広島県
  - 庄原市 - 神石郡神石高原町 - 福山市

### 交差する道路

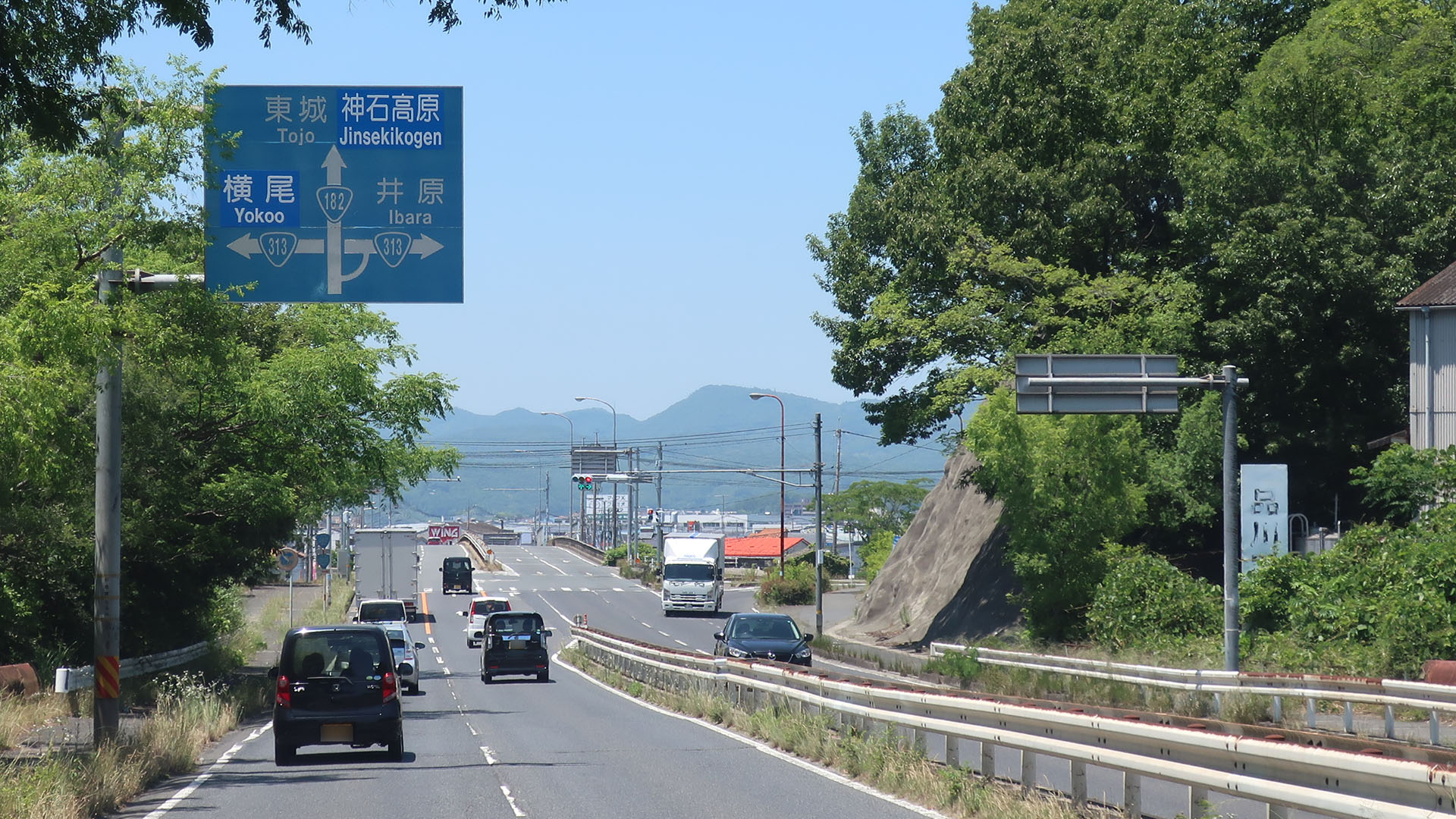
国道313号との交差
広島県福山市千田町

| 交差する道路                                           | 都道府県名 | 市町村名 | 市町村名   | 交差する場所             | 交差する場所                            |
| ------------------------------------------------------ | ---------- | -------- | ---------- | ------------------------ | --------------------------------------- |
| 国道180号 岡山県道・鳥取県道8号新見日南線 重複区間起点 | 岡山県     | 新見市   | 新見市     | 上市                     | 起点                                    |
| 岡山県道・鳥取県道8号新見日南線 重複区間終点           | 岡山県     | 新見市   | 新見市     | 神郷下神代               |                                         |
| 岡山県道441号下神代哲多線                              | 岡山県     | 新見市   | 新見市     | 神郷下神代               |                                         |
| 岡山県道200号坂根停車場線                              | 岡山県     | 新見市   | 新見市     | 神郷下神代               |                                         |
| 岡山県道157号哲多哲西線                                | 岡山県     | 新見市   | 新見市     | 哲西町矢田               |                                         |
| 岡山県道50号北房井倉哲西線                             | 岡山県     | 新見市   | 新見市     | 哲西町八鳥（はっとり）   |                                         |
| E2A 中国自動車道                                       | 広島県     | 庄原市   | 庄原市     | 東城町川東               | 東城インターチェンジ交差点 20 東城IC    |
| 国道314号 重複区間起点 広島県道25号三原東城線          | 広島県     | 庄原市   | 庄原市     | 東城町川西               | 友末交差点                              |
| 岡山県道・広島県道108号大野部東城線                    | 広島県     | 庄原市   | 庄原市     | 東城町久代               |                                         |
| 広島県道451号三坂手入線                                | 広島県     | 神石郡   | 神石高原町 | 新免                     |                                         |
| 広島県道・岡山県道107号奈良備中線                      | 広島県     | 神石郡   | 神石高原町 | 新免                     |                                         |
| 広島県道412号牧油木線                                  | 広島県     | 神石郡   | 神石高原町 | 油木                     | 油木高校入口交差点                      |
| 岡山県道・広島県道9号芳井油木線                        | 広島県     | 神石郡   | 神石高原町 | 油木                     |                                         |
| 広島県道416号三和油木線                                | 広島県     | 神石郡   | 神石高原町 | 安田                     |                                         |
| 広島県道27号吉舎油木線                                 | 広島県     | 神石郡   | 神石高原町 | 安田                     |                                         |
| 岡山県道・広島県道106号布賀油木線                      | 広島県     | 神石郡   | 神石高原町 | 安田                     |                                         |
| 広島県道21号加茂油木線 広島県道411号木割谷小吹線 重複  | 広島県     | 神石郡   | 神石高原町 | 近田                     |                                         |
| 広島県道259号帝釈峡井関線                              | 広島県     | 神石郡   | 神石高原町 | 井関                     | 上井関交差点                            |
| 広島県道418号井関加茂線                                | 広島県     | 神石郡   | 神石高原町 | 井関                     | 三和の森入口交差点                      |
| 広島県道・岡山県道104号坂瀬川芳井線                    | 広島県     | 神石郡   | 神石高原町 | 坂瀬川                   |                                         |
| 広島県道419号坂瀬川駅家線                              | 広島県     | 神石郡   | 神石高原町 | 坂瀬川                   |                                         |
| 広島県道462号百谷新市線                                | 広島県     | 福山市   | 福山市     | 加茂町百谷               |                                         |
| 広島県道391号加茂福山線                                | 広島県     | 福山市   | 福山市     | 加茂町中野               | 中野交差点                              |
| 広島県道21号加茂油木線 広島県道392号中野駅家線         | 広島県     | 福山市   | 福山市     | 加茂町中野               | 中野南交差点                            |
| 広島県道181号下御領新市線                              | 広島県     | 福山市   | 福山市     | 神辺町道上（みちのうえ） | 雨宮池前交差点                          |
| 国道486号                                              | 広島県     | 福山市   | 福山市     | 神辺町十九軒屋           | 十九軒屋北交差点                        |
| 広島県道395号川南近田線                                | 広島県     | 福山市   | 福山市     | 神辺町川南               | 片山北交差点                            |
| 国道313号                                              | 広島県     | 福山市   | 福山市     | 千田町千田               | 神辺第1陸橋（南）交差点                 |
| E2 山陽自動車道                                        | 広島県     | 福山市   | 福山市     | 蔵王町6丁目              | 福山東インター（北）交差点 21 福山東IC  |
| E2 山陽自動車道                                        | 広島県     | 福山市   | 福山市     | 蔵王町3丁目              | 福山市民病院入口交差点 21 福山東IC      |
| E2 山陽自動車道                                        | 広島県     | 福山市   | 福山市     | 蔵王町3丁目              | 福山東インター（南）交差点 21 福山東IC  |
| 広島県道379号坪生福山線                                | 広島県     | 福山市   | 福山市     | 南蔵王町5丁目            | 広尾交差点                              |
| 国道2号 国道314号 重複区間終点 広島県道244号福山港線   | 広島県     | 福山市   | 福山市     | 手城町4丁目              | 明神町（みょうじんちょう）交差点 / 終点 |